# Electric Love
Electric Love (kurz: ELF) ist ein dreitägiges Open-Air-Musikfestival im Bereich der elektronischen Tanzmusik, das seit 2013 jährlich in Salzburg auf dem Gelände des Salzburgrings stattfindet. Das Electric Love Festival ist mit einer Gesamtbesucherzahl von 180.000 das größte EDM-Festival Österreichs und zählt zu den größten seiner Art in Europa.

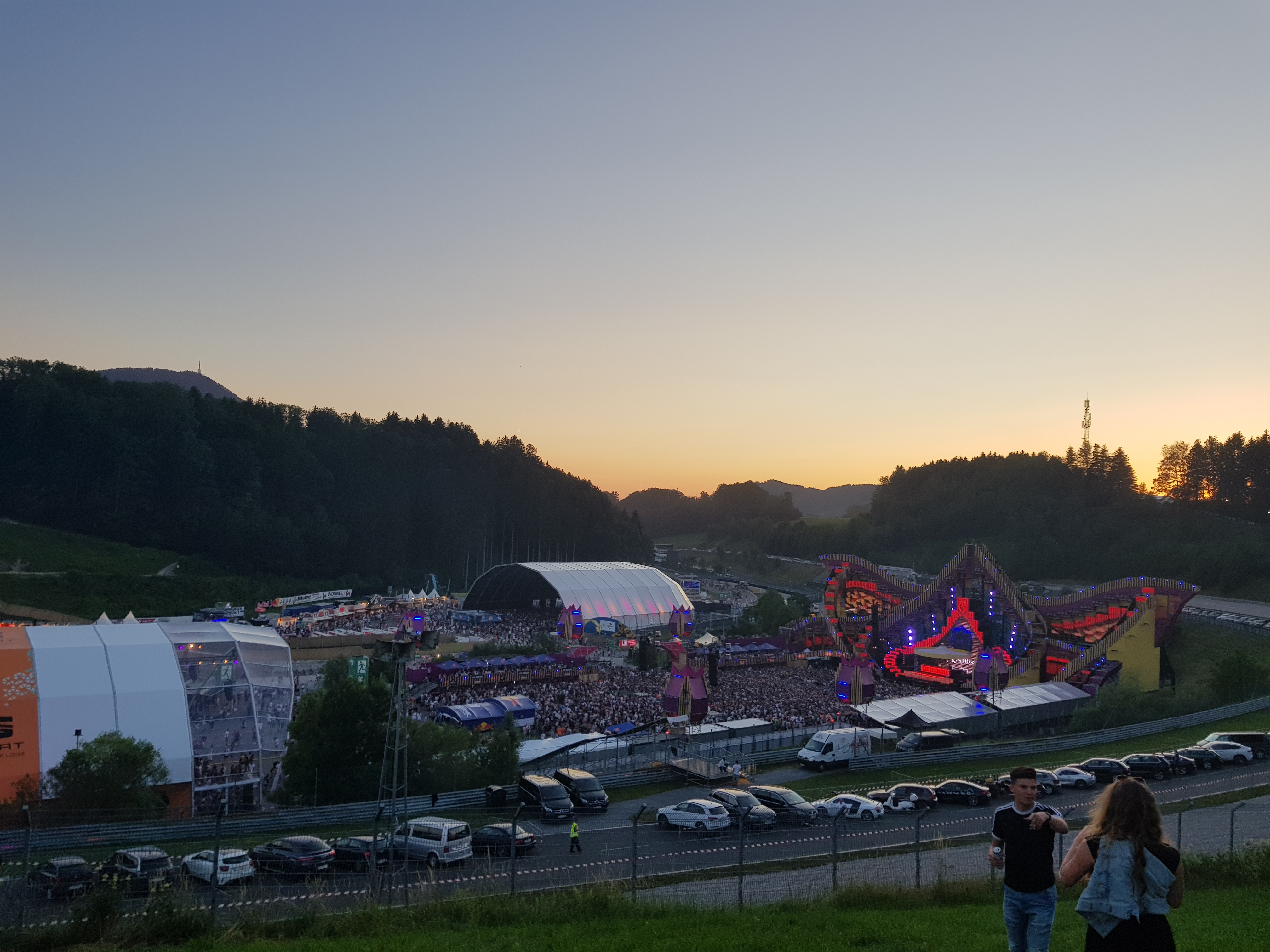
Überblick des Festivalgeländes. Mittig Club Circus, links oben der Sender Gaisberg

## Konzept

### Lage
Austragungsort des Electric Love Festivals ist der Salzburgring, eine im Jahr 1969 eröffnete Rennstrecke zwischen Koppl und Plainfeld bei Salzburg im Salzburger Teil des Salzkammerguts. Zwischen 2001 und 2008 fand auf dem Gelände bereits das Frequency-Festival mit laut Veranstalter 45.000 Besuchern pro Tag statt. Als Campingbereich dienen umliegende Weidewiesen, die von Bauern zur Verfügung gestellt werden. Im Oktober 2024 gab das Electric Love Festival die Verlängerung des Vertrags mit dem Salzburgring als Veranstaltungsort für sechs weitere Editionen bis einschließlich 2030 bekannt.

### Bühnen
- Mainstage: Die Hauptbühne befindet sich im Fahrerlager der Rennstrecke.[14] Hier legen Headliner verschiedener EDM-Richtungen auf.

- Club Circus: Dabei handelt es sich um eine Indoor-Bühne. Hier findet seit 2015 die Pre-Party statt.[15] 2022 übernahm erstmals Blacklist, eine Veranstaltungsreihe des Kölner Club Bootshaus, das Hosting der Bühne für einen Tag.[16]

- Hard Dance Valley: Seit 2022 wird die Hardstyle-Bühne vom Veranstalter selbst organisiert und trug zuerst die Bezeichnung Hard Dance Factory. 2024 wurde die Bühne neu gestaltet und heißt seither Hard Dance Valley.[17]

- Heineken Starclub: Eine Art Club auf dem Festivalgelände.[18] Dort treten auch Künstler aus den Bereichen Hip-Hop und Rap auf.[19]

- Shutdown Stage: Hier liegt der Fokus auf der härteren Seite des Hard Dances wie Raw Hardstyle, Hardcore, Frenchcore und Uptempo. Der Bühnenname rührt vom Shutdown Festival her, ein French- und Hardcore-Event in Zwentendorf an der Donau,[20] welches von den Veranstaltern des Electric Love Festivals organisiert wird.

- BlueBoXX: Seit 2024 wird das Festival um diese Bühne ergänzt, deren Line-Up von lokalen Künstlern kuratiert wird.[21]

- The Organics Beach: Erstmals 2022 öffnete jeweils mittags vor Festivalstart ein Bereich am Strand des nahegelegenen Fuschlsees. Dabei handelt es sich um eine vom Festival getrennte Veranstaltung und dient durch Aktivitäten wie Yoga und Creative Sessions der Erholung.[22] Dieser Bereich wird gemeinsam mit The Organics by Red Bull umgesetzt.

- Almhütte: Eine traditionelle österreichische Après-Ski-Hütte mit zwei Stockwerken.

### Ehemalige Bühnen
- Q-Dance: Die Hardstyle-Stage war die zweitgrößte Bühne des Festivals und wurde von 2015 bis 2019, und damit erstmals in Österreich, von dem holländischen Label Q-Dance gehostet.[23]

- Honeycomb war eine Techno-Stage des Festivals.[24]

### Eröffnungszeremonie
Traditionell wird das Festival mit einer Opening Ceremony am Donnerstag eröffnet. Die Show dauert circa 16 Minuten und besteht aus verschiedenen Live-Performances sowie Chören, Orchestern, Kapellen, Sängern, Tänzern und Straßenkünstlern. Bis einschließlich 2023 war Electric Love Resident Felice verantwortlich für die Show, 2024 lösten ihn die Salzburger Künstler Dan Lee und RageMode ab. Die Opening Ceremony dient als eine Art medialer Trailer und wird kurz nach dem Festival auf YouTube veröffentlicht. Die Show erzielte 2024 mehrere Millionen Aufrufe.

### Hymnen
Bis 2017 kreierte Felice die offiziellen Electric Love Anthems:
- 2013: Felice & Pap – Electric Love
- 2014: Felice feat. Jimmie Wilson – The Moment
- 2015: Felice feat. Mike James – Keys to the Kingdom
- 2016: Felice feat. Enya Angel – Enough
- 2017: Khazun & Felice – Believe In Me

### Aftermovie
Jedes Jahr erscheint nach dem Festival ein Aftermovie mit den schönsten Szenen. Ungewöhnlich bei der Ausgabe von 2018 war ein Dokumentations-Teil, der die Probleme mit dem schlechten Wetter bei der damaligen Edition des Festivals aufzeigte.

### Sicherheit
Das Sicherheitskonzept des Festivals basiert auf einer Einteilung des Veranstaltungsgeländes in Teilflächen, für die jeweils eine Kapazitätsberechnung durchgeführt wird. Kritischen Menschenmengen wird dabei durch Platzierung von physischen Barrieren entgegengewirkt. Weiterhin berücksichtigt die Stör- und Notfallplanung 27 verschiedene Szenarien, für die Eintrittswahrscheinlichkeiten und Schadensausmaße ermittelt werden, um sie in einer Risikomatrix zu bewerten. Die Kommunikation mit Besuchern erfolgt dabei über elektronische Hinweisschilder und Social-Media-Kanäle. Das Sicherheitskonzept wurde 2020 mit dem Austrian Event Award ausgezeichnet.

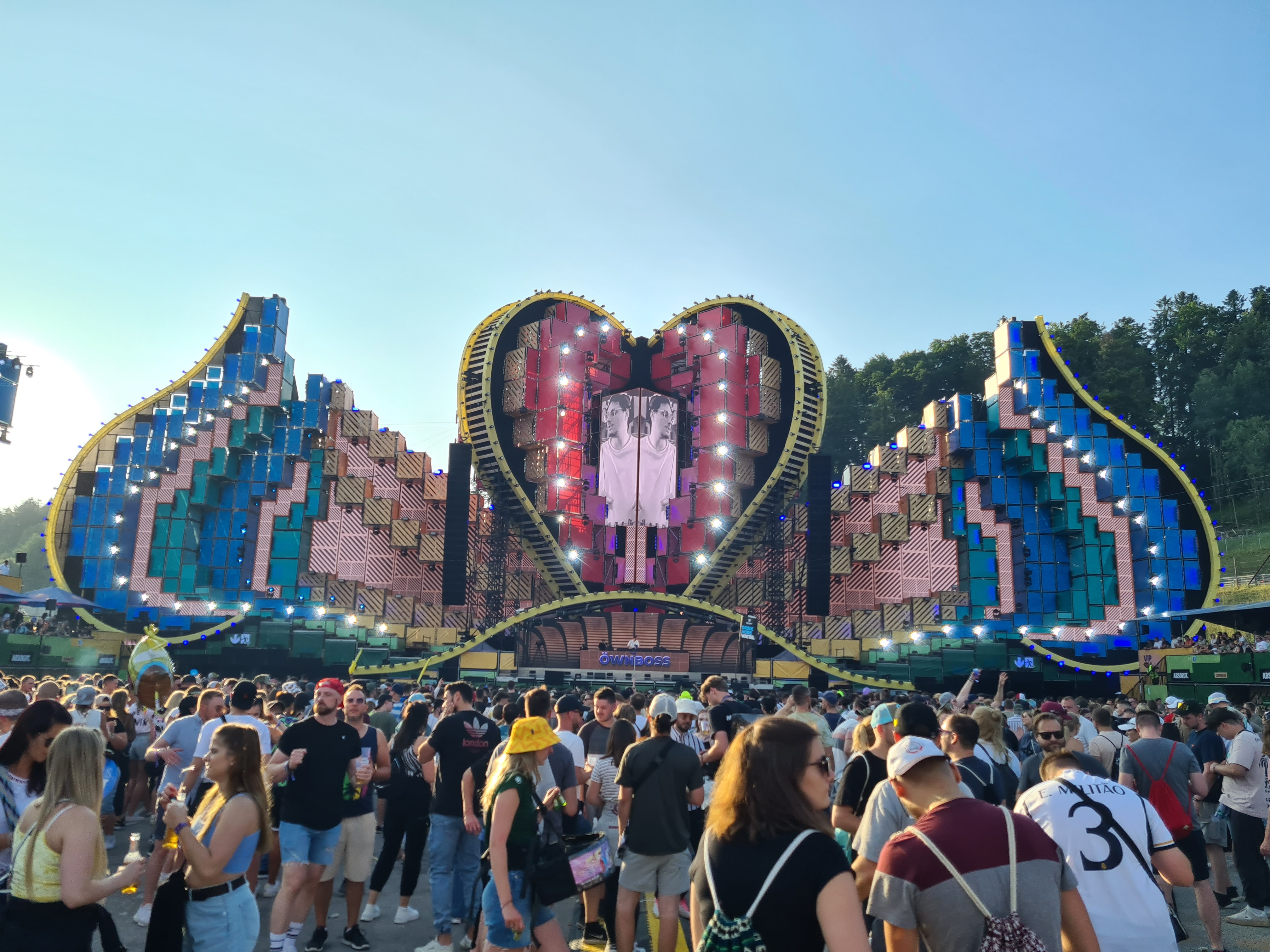
Mainstage 2023
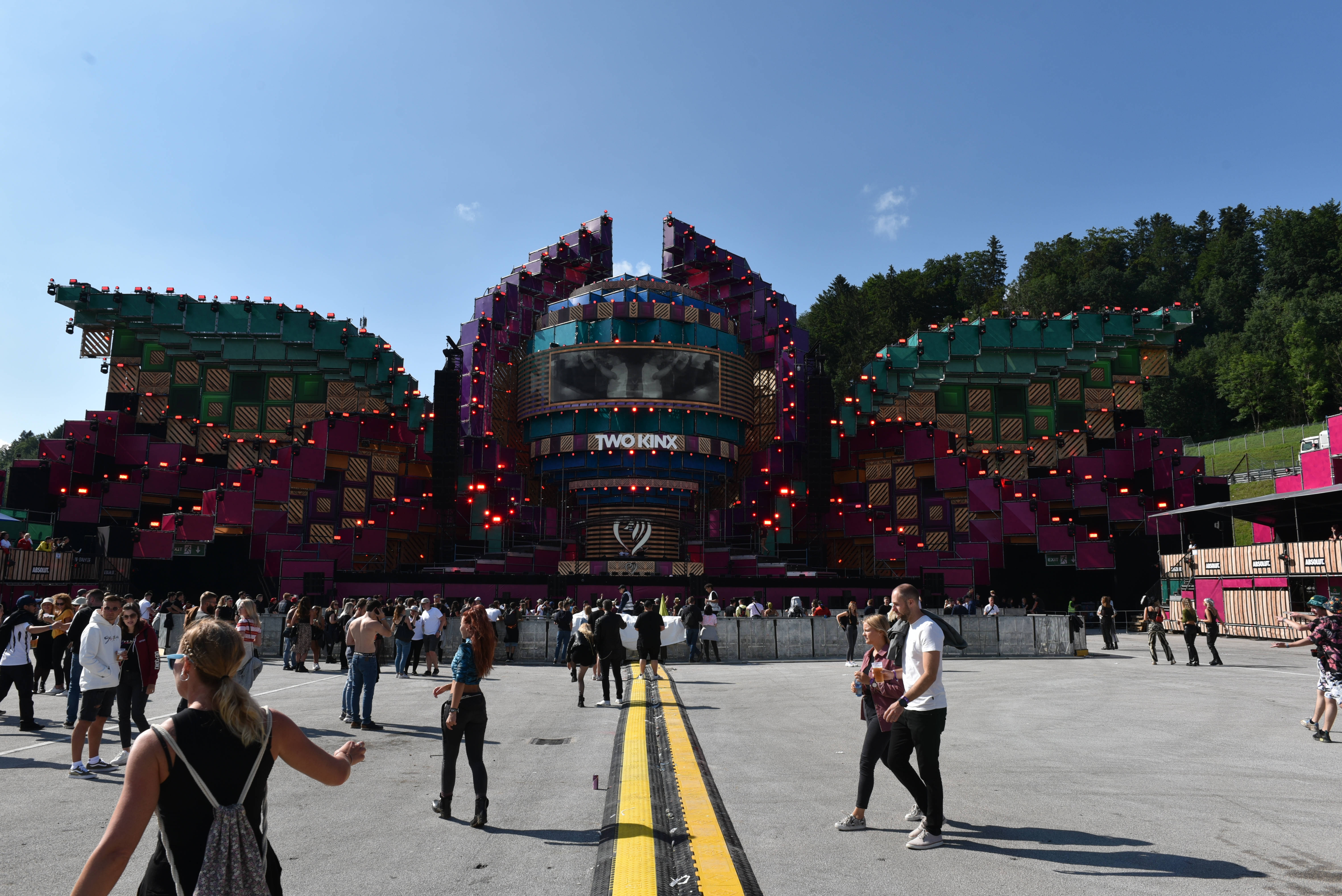
Mainstage 2022
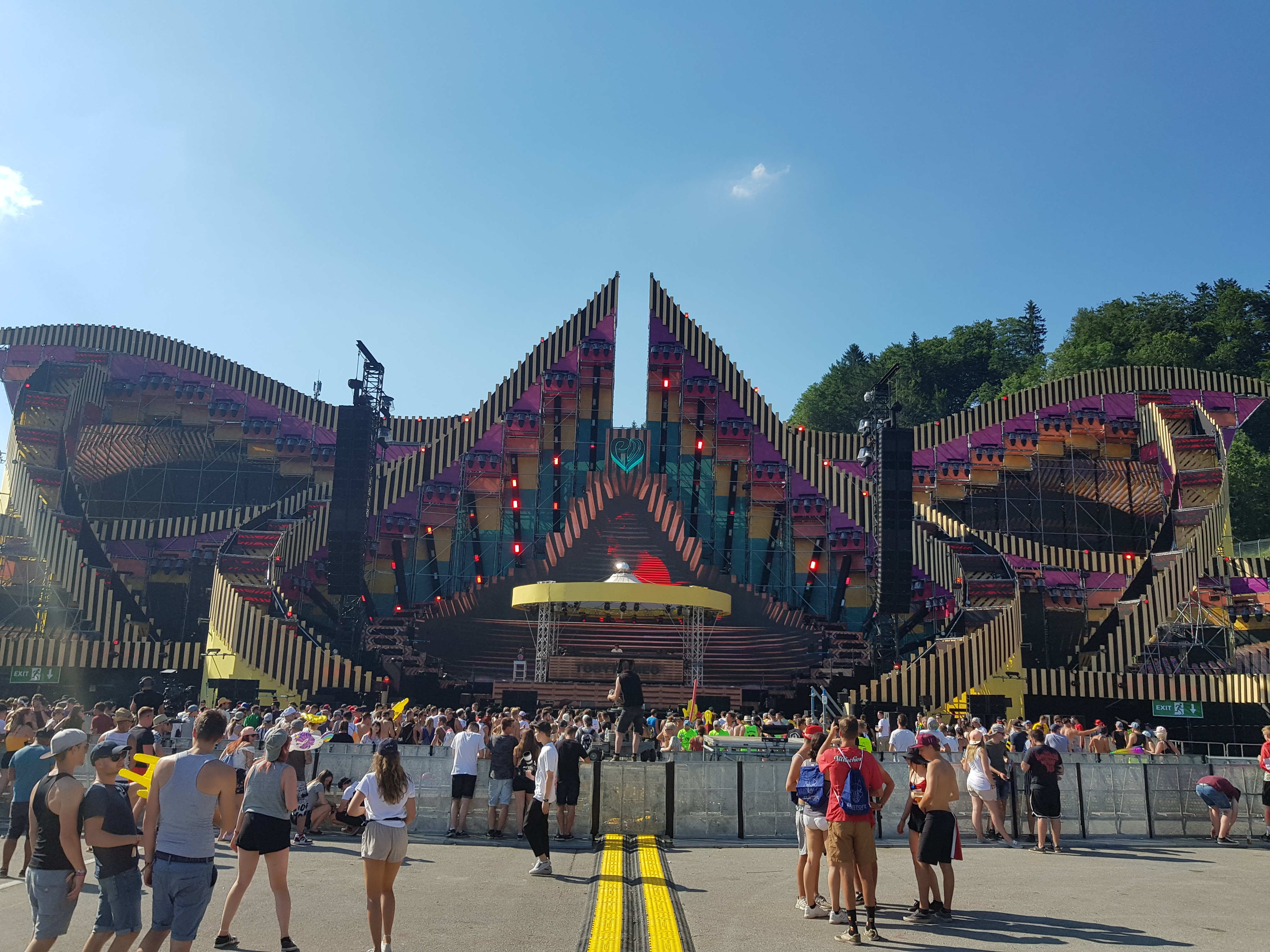
Mainstage 2019
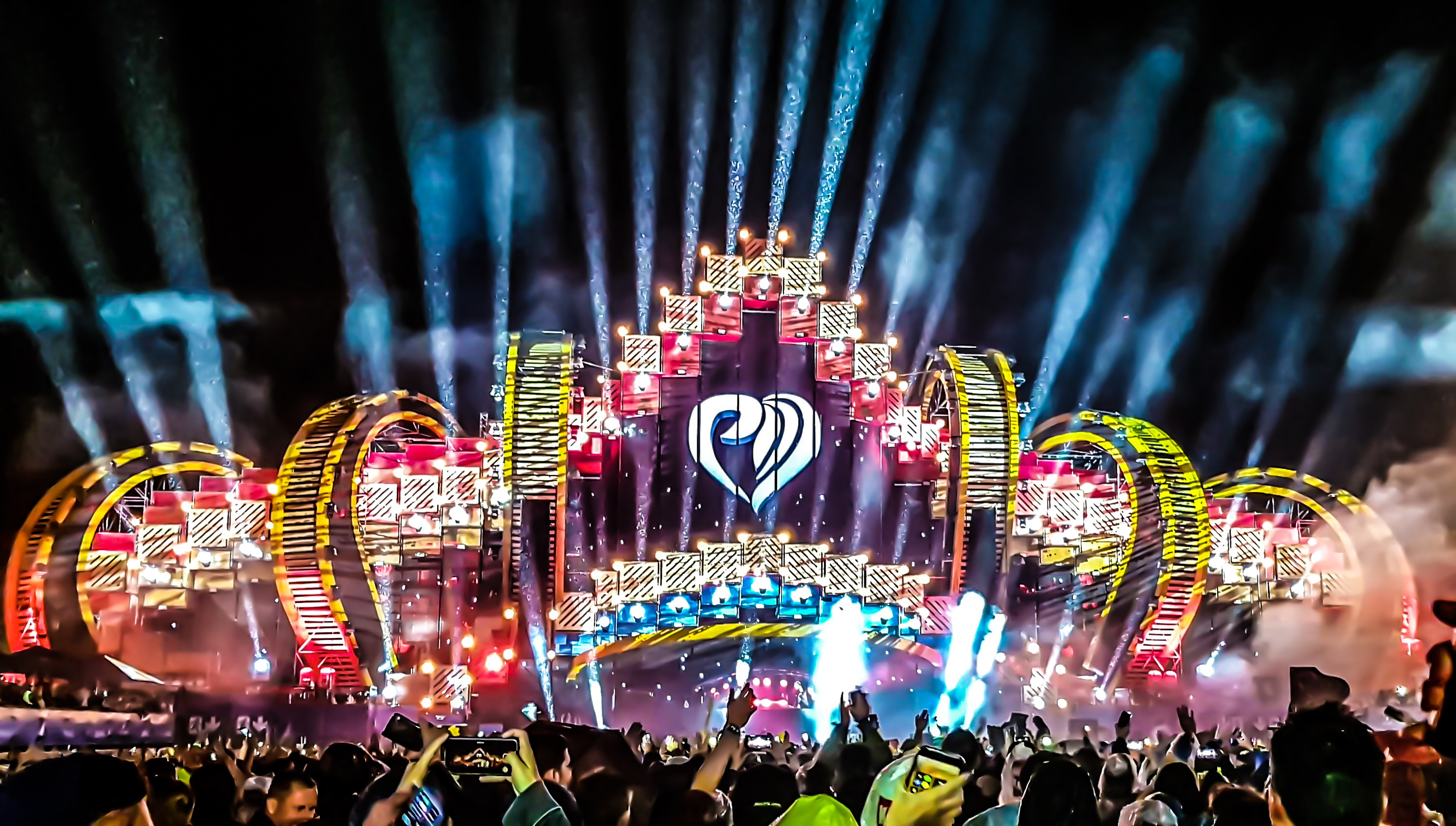
Mainstage 2018
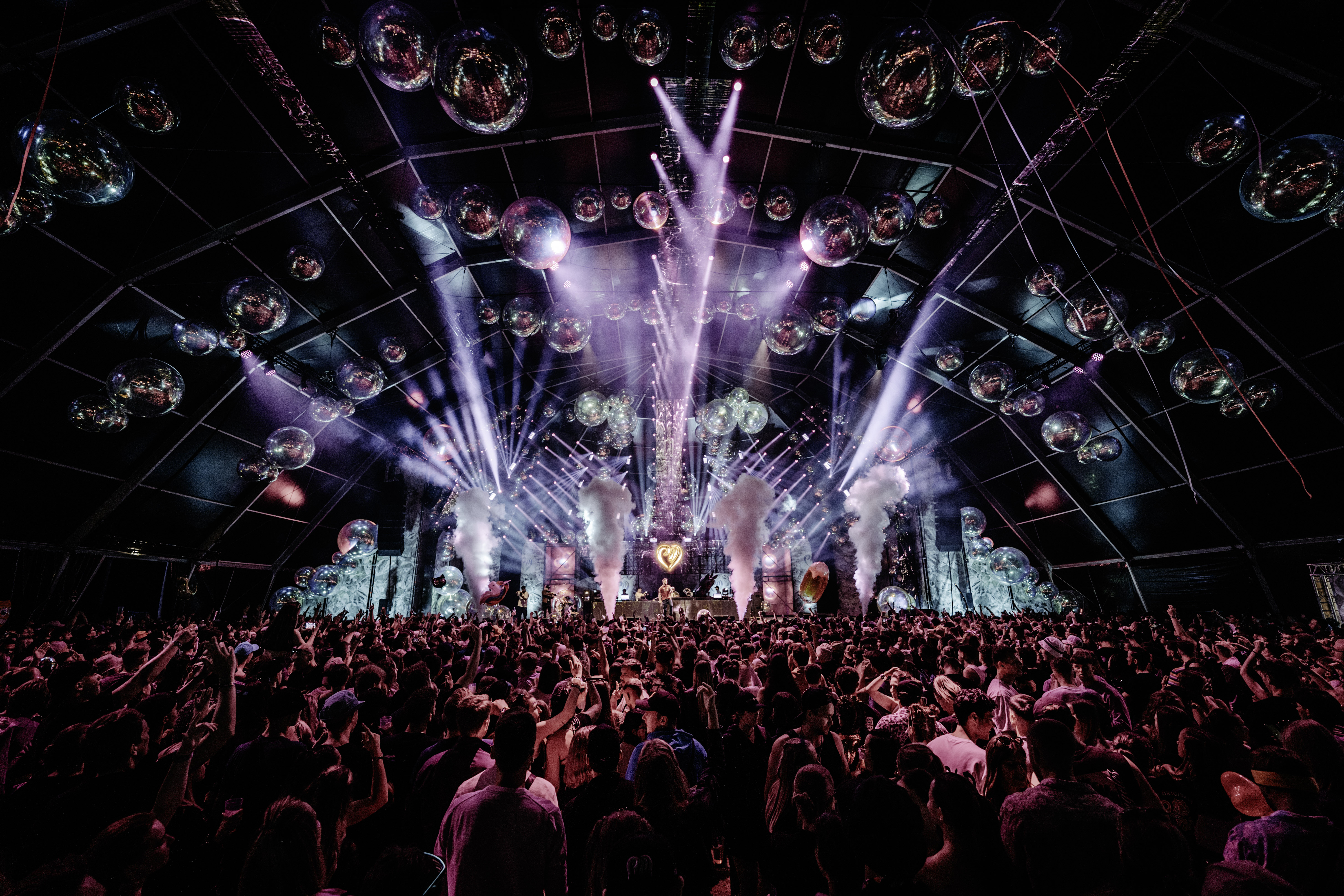
Club Circus 2024
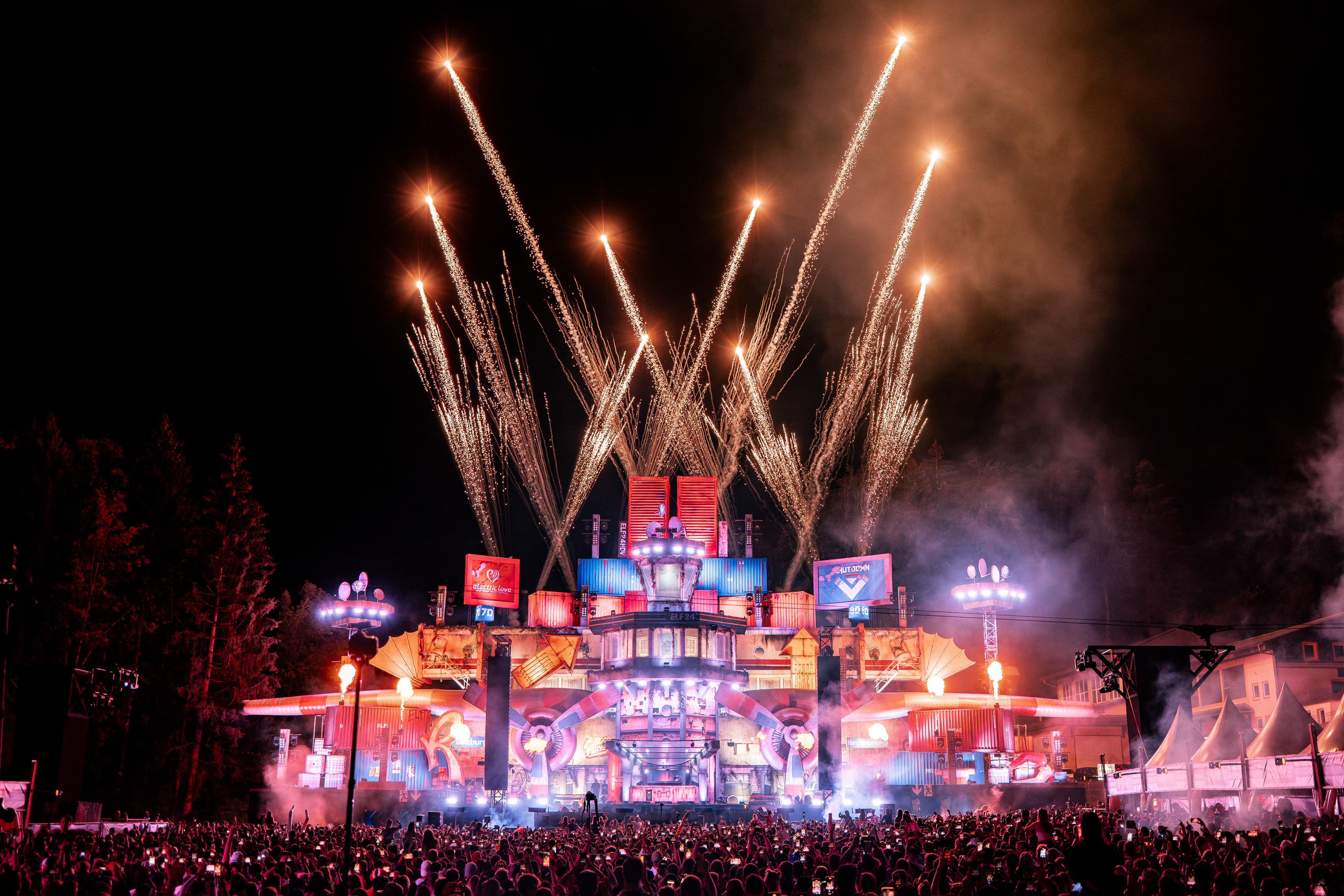
Hard Dance Valley ELF24
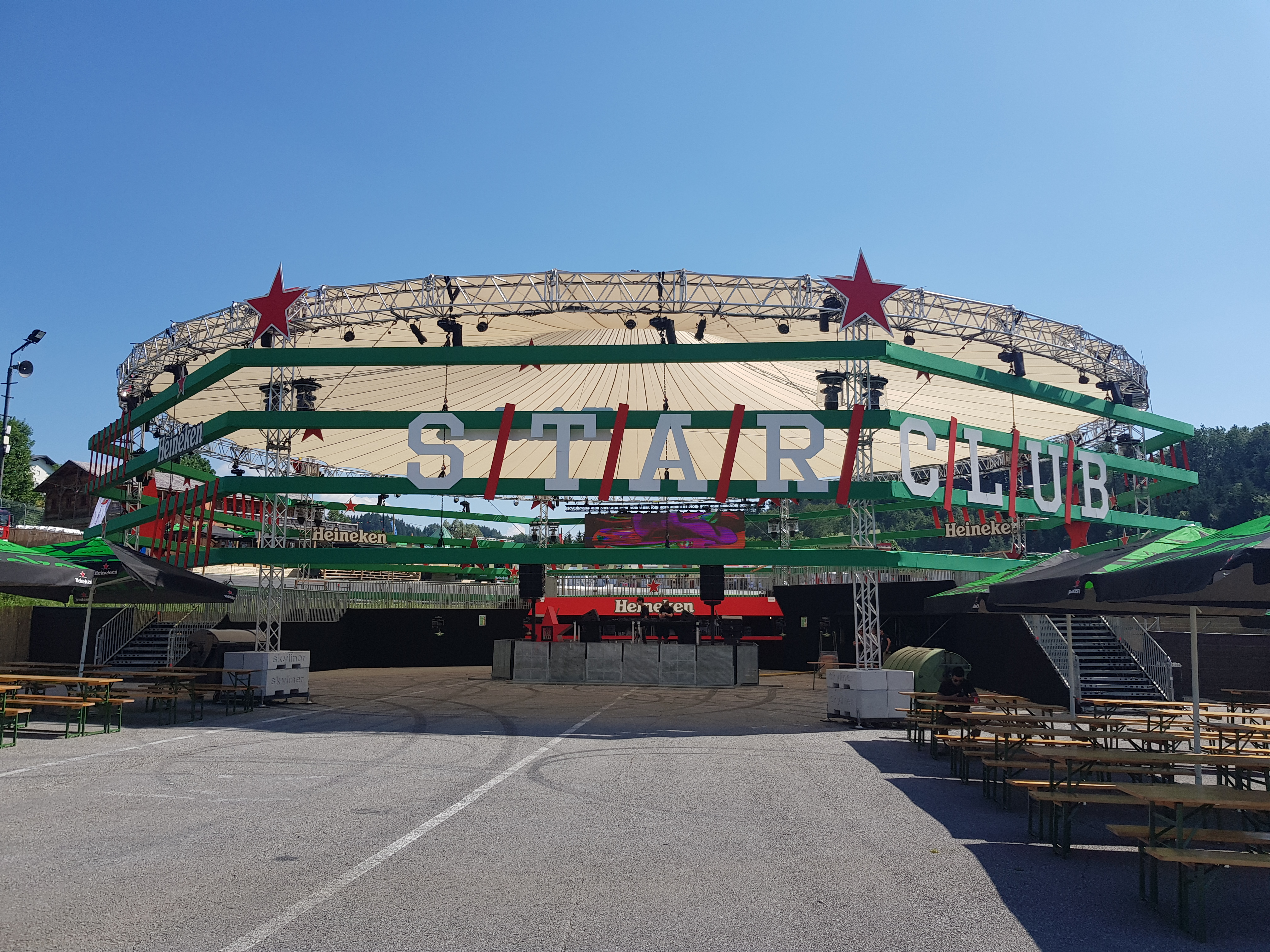
Heineken Starclub 2019
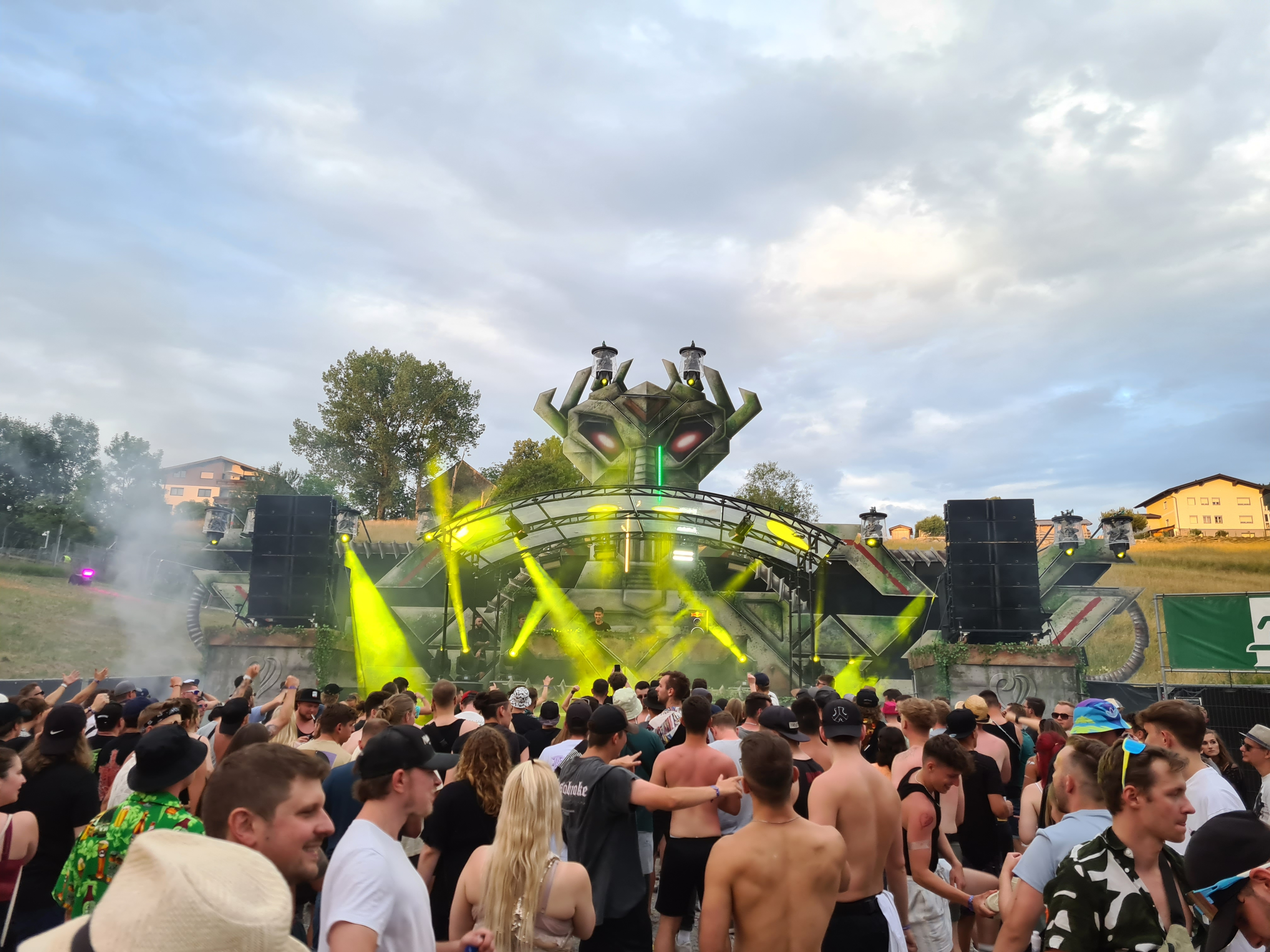
Shutdown Stage 2023
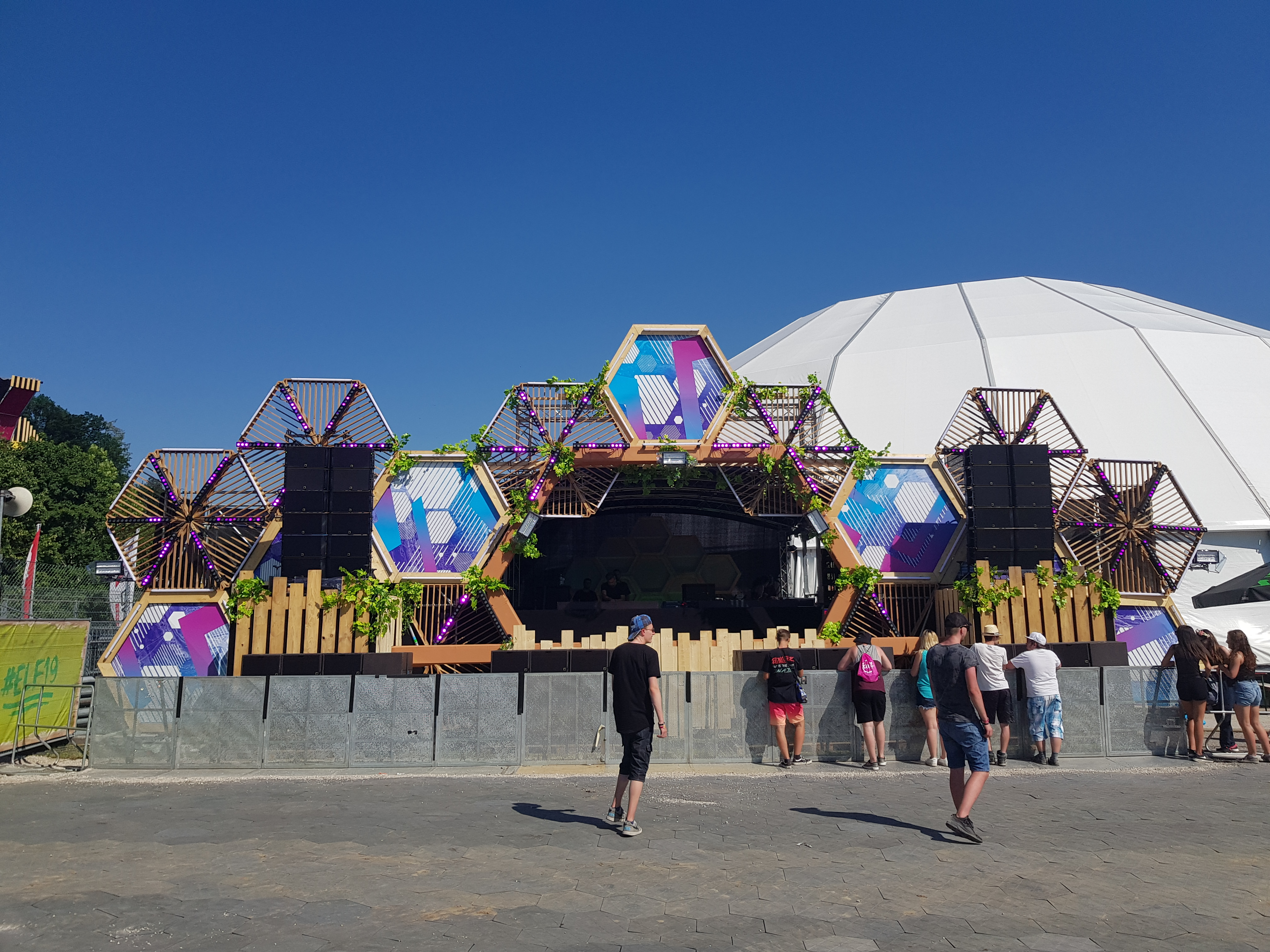
Honeycomb Techno 2019

## Ausgaben

### Übersicht
| Datum                         | Stages                                                                                                  | Motto                | Line-Up (Auswahl) |
| ----------------------------- | --- | -------------------- | --- |
| 12.–14. Juli 2013             | Main, Club Circus                                                                                       | #FeelTheLove         | David Guetta, Steve Angello, Chuckie, Hardwell, Steve Aoki, Dimitri Vegas & Like Mike, Krewella, W&W, Nicky Romero, Nervo, Showtek, Dyro, Moonbootica, Joachim Garraud |
| 10.–12. Juli 2014             | Main, Club Circus, Hardbase.Fm                                                                          | #MakeItBig           | Mainstage: Afrojack, Armin van Buuren, Hardwell, Sebastian Ingrosso, Nicky Romero Club Circus: Flux Pavilion, Robin Schulz |
| 9.–11. Juli 2015              | Main, Club Circus, Q-Dance, Heineken Starclub, Stonehenge                                               | #TheNextStep         | Mainstage: Alesso, Armin van Buuren, Axwell Λ Ingrosso, Dimitri Vegas & Like Mike, Steve Aoki, Tiësto Club Circus: Deorro, R3hab |
| 7.–9. Juli 2016               | Main, Club Circus, Q-Dance, Heineken Starclub                                                           | #CelebrateMusic      | Mainstage: Afrojack, Armin van Buuren, Axwell Ingrosso, Deorro, Hardwell, Jack Ü, Nicky Romero, The Chainsmokers Club Circus: Borgore, MAKJ, Zomboy, Camo & Krooked, Sigma, Nero, Subsurface, Chris Liebing, Sam Paganini |
| 6.–8. Juli 2017               | Main, Club Circus, Q-Dance, Heineken Starclub, Almhütte                                                 | #FiveYearsTogether   | Mainstage: Alan Walker, Armin van Buuren, Carnage, Dash Berlin, Dirtcaps, DJ Snake, Hardwell, Krewella, Kryder, KSHMR, LNY TNZ, Marshmello, Martin Garrix, Shapov, Tchami Timmy Trumpet, Yellow Claw, Zedd, Project One, Chuckie Club Circus: A-Trak, Chase & Status Dj Set, The Prophet, Dubfire, Flux Pavilion, Subsurface, Paul Elstak, Paul Kalkbrenner, Pendulum (DJ Set), Technoboy, Umek                                                          |
| 5.–7. Juli 2018               | Main, Club Circus, Q-Dance, Heineken Starclub, Almhütte                                                 | #DiscoverYourStory   | Mainstage: The Chainsmokers, Deorro, Salvatore Ganacci, W&W, Marshmello, Armin van Buuren, Steve Aoki Club Circus: Dr Phunk, Paul Elstak, Kölsch, Felix Kröcher, San Holo, Subsurface |
| 4.–6. Juli 2019               | Main, Club Circus, Q-Dance, Heineken Starclub, Almhütte, Honeycomb, Shutdown Uptempo Cage, Roller Disco | #FreshFruitsOldRoots | Mainstage: Afrojack, Axwell, Diplo, DJ Snake, Eric Prydz, Marshmello, Oliver Heldens, Tiësto, Timmy Trumpet, Arty, Chocolate Puma, Maurice West, Kill The Buzz, NWYR, KSHMR, Tchami x Malaa, Slushii, Shippo Club Circus: Cesqeaux, Garmiani, Jauz, Netsky, Subsurface, Paul Elstak, NGHTMRE, Salvatore Ganacci, Snails Honeycomb: Felix Kröcher, Klaudia Gawlas, Pan-Pot, Sven Väth, Umek                                                               |
| 9.–11. Juli 2020 (abgesagt)   | Main, Club Circus, Q-Dance, Heineken Starclub, Honeycomb, Shutdown Cage                                 | #ColorfulPlayground  | Mainstage: Armin van Buuren, Kygo, Don Diablo, KSHMR, Gigi D’Agostino, Alan Walker, Paul Kalkbrenner, Robin Schulz, Timmy Trumpet Club Circus: Fisher |
| 8.–10. Juli 2021 (verschoben) | Main, Club Circus, Q-Dance, Heineken Starclub, Honeycomb, Shutdown Cage                                 | #EditionOne          | |
| 26.–28. August 2021           | Main, Harder Styles, Heineken Starclub                                                                  | #Boutique            | Mainstage: Martin Garrix, Afrojack, Armin van Buuren, W&W, Toby Romeo, Fedde le Grand, Kayzo, Steve Aoki, Tchami, Tungevaag, Vini Vici, Vize Harder Styles: Brennan Heart, Headhunterz, Paul Elstak, Aftershock, Da Tweekaz, Ran-D, Sefa, Sub Zero Project, Warface, Wildstylez Heineken Starclub: Kasimir1441, Jamule |
| 7.–9. Juli 2022               | Main, Club Circus, Hard Dance Factory, Heineken Starclub, Shutdown Cave, Organics Beach                 | #ColorfulPlayground  | Mainstage: Armin van Buuren, Don Diablo, Kygo, Timmy Trumpet, Toby Romeo, Dimitri Vegas & Like Mike, Fedde Le Grand, Gabry Ponte, Kygo, Paul Kalkbrenner, Steve Aoki, Yellow Claw Club Circus: Fisher, Solardo, Charlotte de Witte, Kayzo, Krewella, Luude Hard Dance Factory: Paul Elstak, Headhunterz, Brennan Heart, Aftershock, Coone, D-Block & S-te-Fan, Da Tweekaz, Devin Wild, Sefa Heineken Starclub: Finch, Rudy MC                            |
| 6.–8. Juli 2023               | Main, Club Circus, Hard Dance Factory, Heineken Starclub, Shutdown Stage                                | #10x11               | Mainstage: James Hype, Hardwell, Timmy Trumpet, Toby Romeo, Charlotte de Witte, Scooter, Maddix Club Circus: Finch, Deborah De Luca, Luude, Ostblockschlampen, Stella Bossi Hard Dance Factory: Headhunterz, Miss K8, Angerfist, Dr. Peacock, Technoboy ´n´ Tuneboy, Sefa Heineken Starclub: Flip Capella, DJs from Mars, Rudy MC Shutdown Stage: Lady Dammage, Clockartz                                                                                |
| 4.–6. Juli 2024               | Main, Club Circus, Hard Dance Valley, Heineken Starclub, Shutdown Stage, BlueBoXX                       | #NewEra              | Mainstage: Armin van Buuren, Boris Brejcha, Boys Noize, DJ Snake, Fisher, Oliver Heldens, Scooter, The Chainsmokers, Timmy Trumpet, Reinier Zonneveld Club Circus: Bausa, Ski Aggu, Chase & Status, Koven, Dan Lee, Harris & Ford Hard Dance Factory: Paul Elstak, Brennan Heart, Da Tweekaz, Dr. Peacock, Lost Identity, Miss K8, Mish, Ran-D, Rebelion, Zatox Heineken Starclub: Flip Capella, Captain Curtis, T-Low Shutdown Stage: Dither, The Purge |
| 3.–5. Juli 2025               | Main, Club Circus, Hard Dance Valley, Heineken Starclub, Shutdown Stage, BlueBoXX, Almhütte             | #LoveResonates       | Mainstage: Alan Walker, Dom Dolla, Lilly Palmer, Major Lazer Soundsystem, Marlon Hoffstadt, Tream, Hardwell Club Circus: Malugi, Odymel, Holy Priest, $oho Bani Hard Dance Valley: Rebelion, Da Tweekaz, Brennan Heart Heineken Starclub: Subsurface, Le Shuuk, Jerome, Noel Holler, Stvw, Selecta Shutdown Stage: Lexxy Chainz, Vishy, Dr Donk BlueboXX: Toby Romeo, Dan Lee, Slashy Disco                                                              |

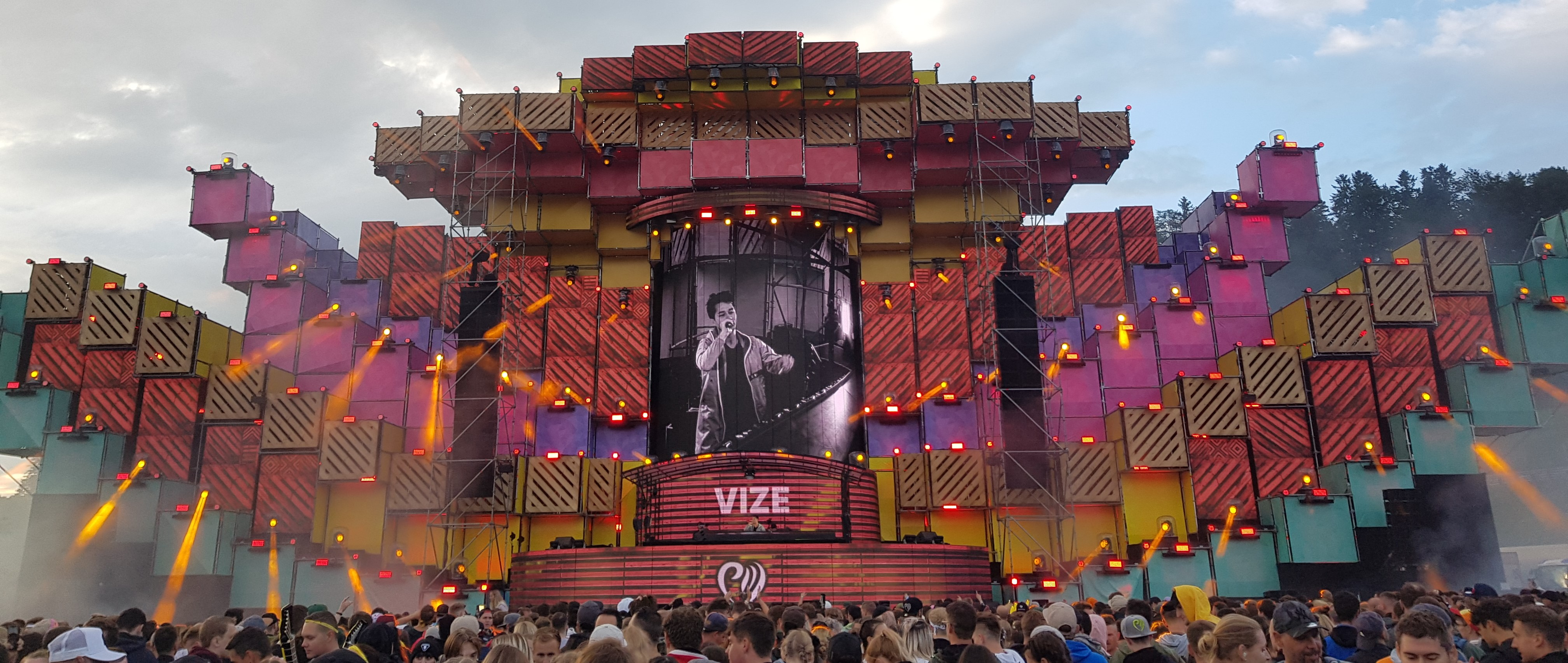
Mainstage während des Auftritts von Vize 2021

Aufgrund der COVID-19-Pandemie erfolgte im April 2020 die Absage des Festivals. 81 % der Ticketinhaber wandelten ihre Karte für 2021 um. Im Festivalzeitraum fand stattdessen unter dem Motto Virtual Playground ein Livestream statt. Auch die Ausgabe für 2021 wurde abgesagt und eine kleinere Version des Festivals für Ende August angekündigt.
Die Ausgabe 2021 fand somit als Boutique-Edition mit einem auf die anhaltende Pandemie angepassten Konzept statt. Dieses sah 3 Einzelevents mit jeweils 10.000 Gästen an voneinander getrennten Veranstaltungstagen vor. Das Gelände wurde verkleinert und nur 3 Bühnen als Outdoor-Version errichtet. Dabei wurde die Hauptbühne des Jahres 2017 erneut verwendet. Der Zutritt der Besucher erfolgte mit einem personalisierten Ticket und 2G-Nachweis (geimpft, PCR-getestet), nachdem die ursprüngliche 3G-Regelung aufgrund steigender Infektionszahlen verschärft wurde. Der Bezirkshauptmannschaft Salzburg-Umgebung war jederzeit eine kurzfristige Absage vorbehalten, letztlich erteilten die Behörden 2 Tage vor Beginn die Genehmigung. Der Veranstalter profitierte bei der Planung von ihren Erfahrungen des Shutdown Festivals, welches kurz zuvor mit demselben Sicherheitskonzept ohne Neuinfektion durchgeführt wurde. Insgesamt traten 100 Künstler auf, darunter auch Martin Garrix, der kurzfristig Alok ersetzte und seine erste Show des Jahres spielte.
Laut eigenen Angaben erfolgte die Ausrichtung der kleineren Ausgabe ohne Gewinnabsicht.

## Rezension

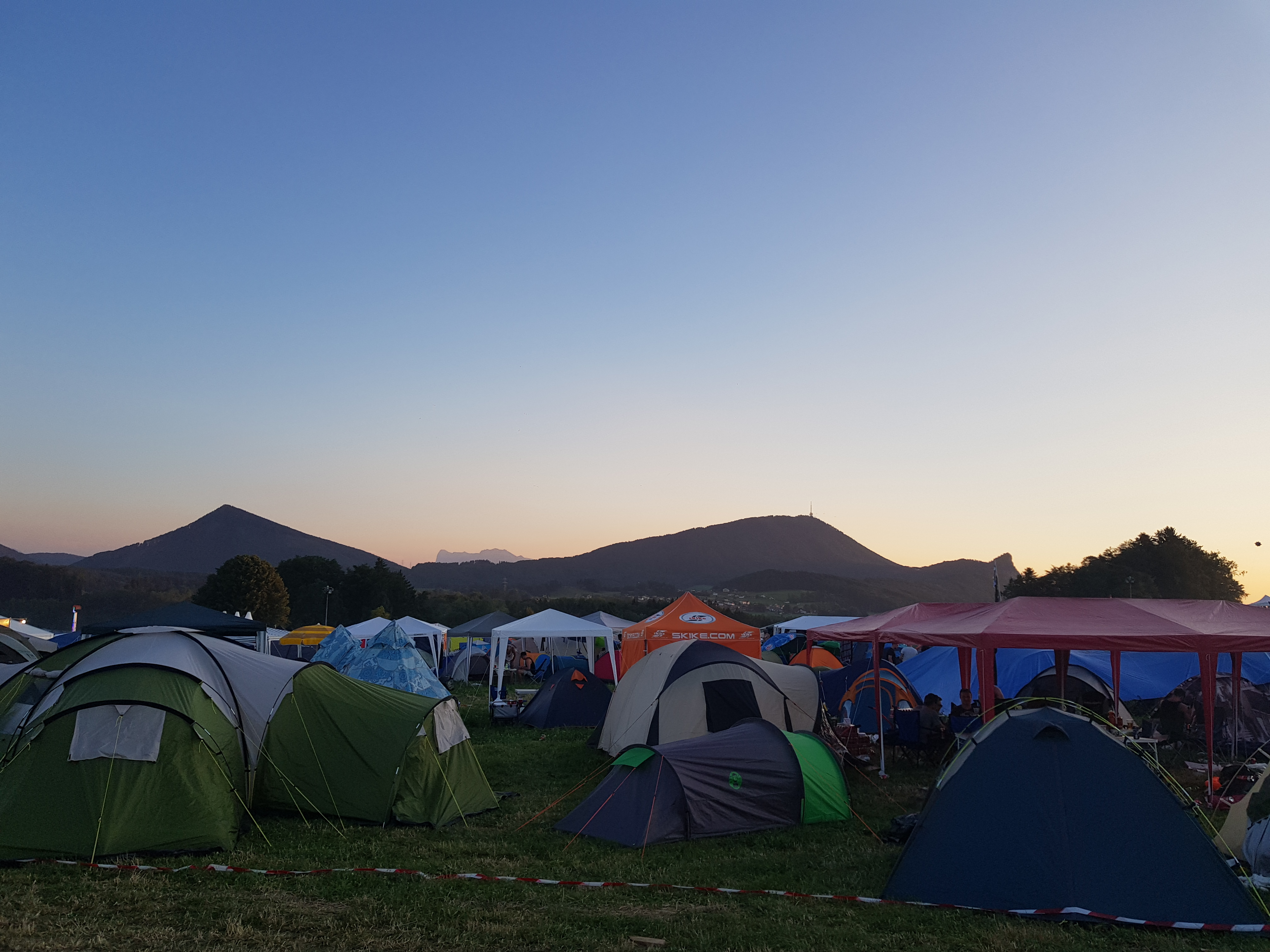
Aussicht vom Campingplatz (Nord). Ganz hinten ist der Salzburger Hochthron zu erkennen

Hervorgehoben wird von Fachmagazinen wie Dance-Charts und DJ Mag Germany die idyllische Kulisse des Festivals in einem von Bergen umrandeten Tal. Weitere Medienpartner sind u. a. KroneHit, Welle 1 und Energy 94.0. Auch die besondere Atmosphäre trotz Dauerregens bei einigen Ausgaben wird regelmäßig erwähnt. Seitens der Polizei wird das Festival in Bezug auf die Anzahl der Delikte als „positiv“ bewertet.

### Auszeichnungen/Nominierungen
- Live-Entertainment-Award (LEA)
  - 2018: Nominiert in der Kategorie „Festival des Jahres“
- European Festival Awards
  - 2013: Nominiert in der Kategorie „Best new festival“ sowie „Best medium sized festival“
  - 2015: Nominiert in der Kategorie „Best Major Festival“
  - 2019: Nominiert in der Kategorie „Best Major Festival“
- Austrian Event Award
  - 2020: Auszeichnung in Gold in der Kategorie „Eventsicherheit“
- DJMag's Top100 Festivals
  - 2022: Rang 23
  - 2024: Rang 32

### Kritik
In die Kritik kam das Festival im Jahr 2019, weil salzburgweit ein Verbot von Wegwerfbechern seit Beginn des Jahres gilt, der Veranstalter aber ausnutzt, dass für Veranstaltungen über 10.000 Personen eine Ausnahme wegen „logistischer Gründe“ gilt.

## Tod eines Festivalbesuchers
Am 11. Juli 2015 stürzte kurz vor 20 Uhr ein aus Stahlgerüstteilen errichteter Beleuchtungsturm um und traf einen 23-jährigen Besucher aus Koppl, Land Salzburg. Er erlag schweren inneren Verletzungen. Die Polizei erklärte, „die Beleuchtungstürme müssten Windgeschwindigkeiten von 60 km/h standhalten.“ Offizielle Messungen bei der dem Salzburgring nächsten Station Salzburg-Flughafen zeigten Böen bis 78 km/h an. Im September 2015 wurden die Ermittlungen und das Verfahren eingestellt, denn „es konnte keine Person ermittelt werden, welche im Zusammenhang mit dem Tod des Opfers fahrlässig oder gar vorsätzlich gehandelt […] hätte.“ Weiterhin „entsprach die Konstruktion des Beleuchtungsturms den geltenden Bestimmungen und die bescheidmäßig vorgeschriebenen Sicherheitsmaßnahmen wurden angesichts des herannahenden Sturmes rechtzeitig in die Wege geleitet.“ Das Festival wurde auf Anraten der Behörden nicht abgebrochen und fand nach Rücksprache mit dem Umfeld des Opfers im nächsten Jahr wieder statt.
Nachdem gegen die Einstellung Beschwerde einging, wurde Ende 2020 ein Sicherheitsmanager aufgrund Mängel am Sicherheitskonzept angeklagt und freigesprochen, da er „das Unglück nicht verhindern hätte können“. Der Freispruch wurde in einem Berufungsverfahren bestätigt und ist somit rechtskräftig.